# TotalEnergies
TotalEnergies  ili Total, je privatna francuska naftna i plinska tvrtka. To je jedno od šest "supervažnijih": peta je od šest najvećih svjetskih tvrtki u ovom sektoru, iza ExxonMobil, Shell, BP i Chevron, te ispred ConocoPhillips. Prva je francuska tvrtka po prometu u 2015. godini, 5. tvrtka u Europi i 24. svjetska, kao i 4. tržišna kapitalizacija u eurozoni 2015. Njene aktivnosti pokrivaju čitav proizvodni lanac, od vađenja sirove nafte nafte i prirodnog plina za stvaranje energije, uključujući posebno rafiniranje i komercijalnu distribuciju.
Total je tvrtka koja je također aktivna u sektorima energije i proizvodnje energije s niskim udjelom ugljika.
Skupina Total prisutna je u više od 130 zemalja i ima više od 100 000 zaposlenika, od kojih je gotovo 25% u Francuskoj. Total je također velika kemijska tvrtka.